# 東部地方 (北マケドニア)
座標: 北緯41度55分48秒 東経22度24分00秒 / 北緯41.9300度 東経22.4000度
東部地方(Источен)は北マケドニア(Република Северна Македонија)の8つの地方の1つである。
東はブルガリアと国境を持つ。
国内ではヴァルダル地方、スコピエ地方、北東部地方、南東部地方に接する。

## 行政区画
東部地方は11の自治体に分かれる。

東部地方の自治体

- ベロヴォ (マケドニア)（英語版）
- チェシノヴォ＝オブレシェヴォ（英語版）
- デルチェヴォ（英語版）
- カルビンツィ（英語版）
- コチャニ
- マケドンスカ・カメニツァ（英語版）
- ペフチェヴォ（英語版）
- プロビシュティプ（英語版）
- シュティプ
- ヴィニツァ（英語版）
- ズルノヴツィ（英語版）

## 民族

東部地方のマケドニア人の割合

最大民族はマケドニア人である。